# Выборы в Верховный Совет РСФСР (1980)
Выборы в Верховный Совет РСФСР X-го созыва прошли 24 февраля 1980 года.

## Ход выборов
Выборы в Верховный Совет РСФСР X-го созыва состоялись 24 февраля 1980 года. В них приняло участие 97 490 940 избирателей — 99,98 % от общего числа. Проголосовало за кандидатов в депутаты 99,9 % — 97 393 872 избирателя.

## Результаты
По итогам выборов, в Верховный Совет РСФСР прошло 975 депутатов. Состав ВС обновился на 67,6 %. В Верховный Совет РСФСР X-го созыва состоял из 66,7 % (650 депутатов) членов КПСС, также кандидатов в члены партии и 33,3 % (325 депутатов) — беспартийных. Среди избранных депутатов было 35,6 % (347) рабочих и 14,8 % (144) колхозников. Женщины составили 35 % (341 депутат) в Верховном Совете РСФСР X-го созыва. 193 депутата (19,8 %) на момент избрания были моложе 30 лет.
| Партия          | Голосов    | %    | Мест |
| --------------- | ---------- | ---- | ---- |
| КПСС            | N/A        | 66,7 | 650  |
| Беспартийные    | N/A        | 33,3 | 325  |
| Общий результат | 97 393 872 | 100  | 975  |

На первой сессии Верховного Совета РСФСР X-го созыва, состоявшейся 25—26 марта, был избран его Президиум. Председателем Верховного Совета РСФСР стал Н. М. Грибачев, заместителями Председателя — Б. М. Воробьёв, М. В. Карамаев, В. Н. Краснова, В. М. Манюхин, Н. П. Нежданов, А. Н. Пахмутова, Ф. И. Погостинская, И. В. Чистяков. Председателем Президиума Верховного Совета РСФСР стал М. А. Яснов.